# Gauteng
Gauteng ([xaʊˈtɛŋ], sotho för "Guldplatsen") är en provins i nordöstra Sydafrika. 10 451 713 invånare (2007) på en yta av 17 010 km², vilket ger en befolkningstäthet på 614,4 inv/km². Gauteng är landets folkrikaste och mest tätbefolkade provins, och samtidigt den till ytan minsta. Den administrativa huvudorten är Johannesburg, som med sina ca 4,4 miljoner invånare är landets största stad. I provinsen ligger även Sydafrikas administrativa huvudstad Pretoria (eller Tshwane) samt storstadskommunen Ekurhuleni (även känd som East Rand), båda med över 2 miljoner invånare.

## Natur
Gauteng ligger på höglandet, på den sydafrikanska platån, som sträcker sig i öst-västlig riktning. I provinsen finns flera våtmarksområden.

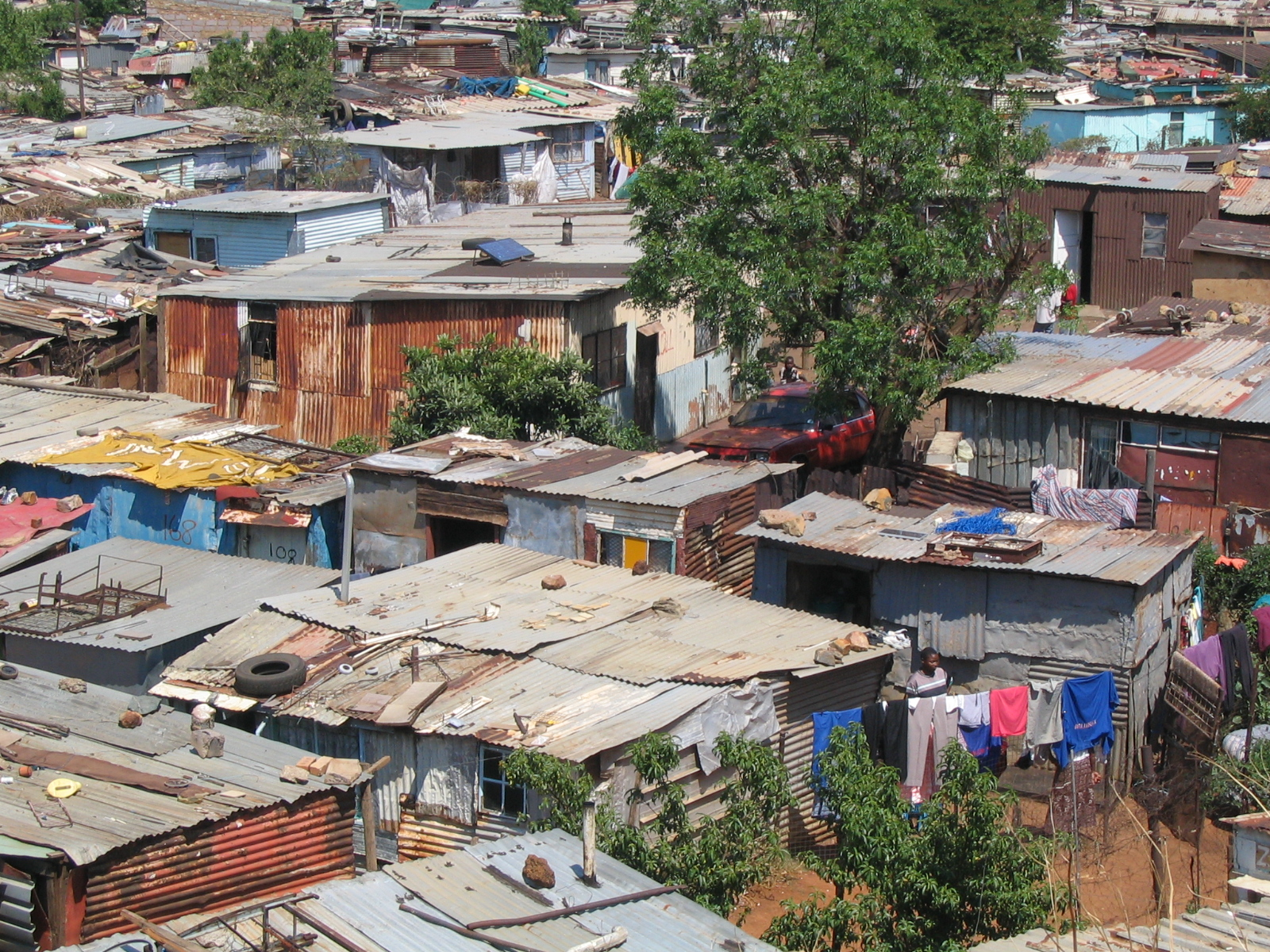
Kåkbebyggelse i Soweto, 2005.

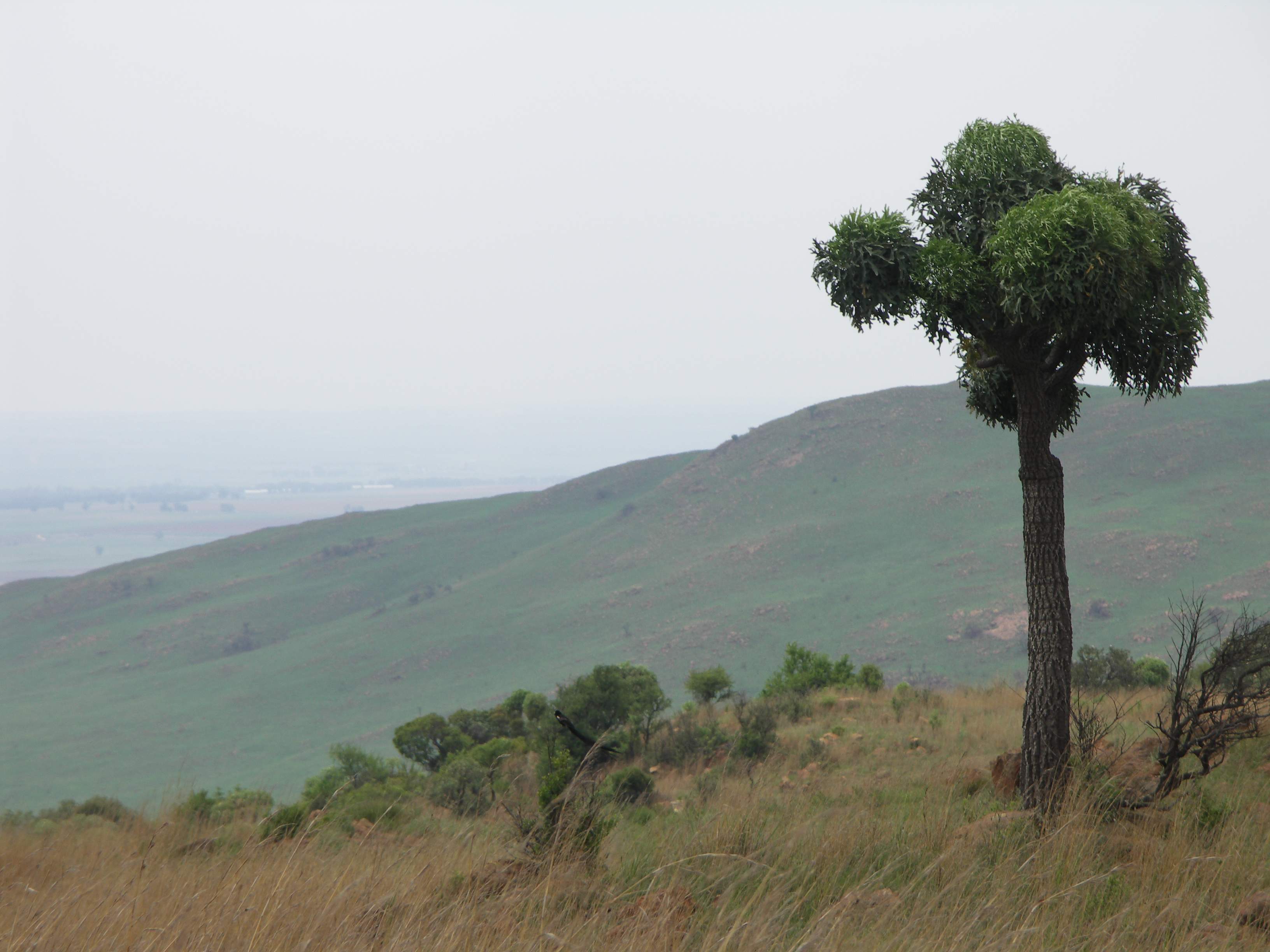
Naturreservatet Suikerbosrand.

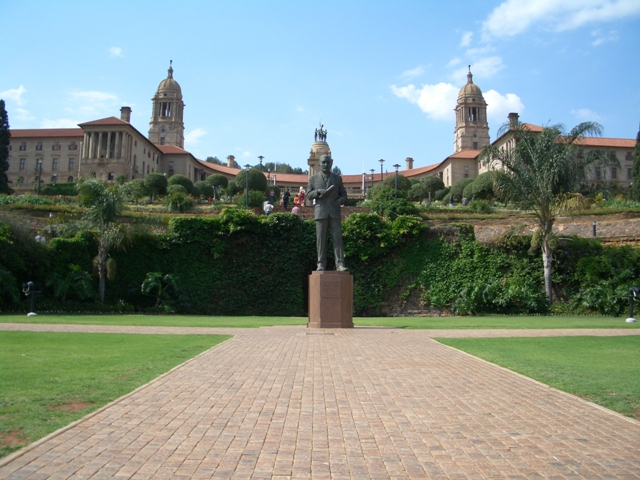
Union Buildings i Pretoria, säte för Sydafrikas regering.

## Befolkning
Provinsen har en mycket heterogen befolkning. Vid folkräkningen 2001 var 75 % svarta och 20 % vita. Gauteng är Sydafrikas mest tätbefolkade provins; här ligger bland annat städerna Johannesburg, Pretoria, Soweto och Germiston. Urbaniseringsgraden är över 97 %.

## Näringsliv
Gauteng utgör Sydafrikas ekonomiska och industriella centrum och står för en betydande del av landets inkomster (40 % av BNP 2004). Bland annat har provinsen en betydande gruvindustri och en rik jordbruksproduktion. Det produceras särskilt grönsaker, frukt, mejerivaror, kött och blommor, som levereras till provinsens städer. Dessutom odlas majs, jordnötter, bomull, durra, m.m.

## Historia
Provinsen upprättades 1994 vid delningen av den tidigare provinsen Transvaal. Den fick först namnet Pretoria-Witwatersrand-Vereeniging (PWV), men döptes 1995 om till Gauteng, som på sotho betyder "guldplatsen".

## Administrativ indelning
Provinsen är indelad i fem distrikt, som i sin tur är indelade i elva kommuner samt en så kallad District management area (DMA). Man avser dock att avveckla DMA-områdena och låta dem ingå i de andra kommunerna. Denna ändring skall ske till nästkommande lokalval, år 2011.

### Distrikten och deras kommuner
Kommunerna är av typerna Metropolitan municipality (storstadskommuner) och Local municipality.
- City of Johannesburg
  - City of Johannesburg (storstadskommun)
- City of Tshwane
  - City of Tshwane (storstadskommun)
- Ekurhuleni
  - Ekurhuleni (storstadskommun)
- Sedibeng
  - Emfuleni, Lesedi, Midvaal
- West Rand
  - Mogale City, Randfontein, Westonaria, West Rand (District management area)